# Phyllotreta annae
Phyllotreta annae es una especie de insecto coleóptero de la familia Chrysomelidae. Fue descrita en 1992 por Konstantinov in Konstantinov & Lopatin.